# Mălureni, Argeș
Mălureni este satul de reședință al comunei cu același nume din județul Argeș, Muntenia, România. Este situat în Dealurile Argeșului, în valea Vâlsanului.